# Charaña
Charaña es una localidad y un municipio de Bolivia, ubicado en la provincia de Pacajes en el departamento de La Paz. En la localidad se encuentra una pequeña estación ferroviaria, en la frontera con Chile, a una altitud de unos 4000 m s. n. m.
Según el último censo oficial realizado por el Instituto Nacional de Estadística de Bolivia (INE) en 2012, el municipio cuenta con una población de 3246 habitantes. La extensión superficial del municipio es de 2881 km², con una densidad de población de 1,12 hab/km².

## Historia
Charaña fue el escenario del famoso encuentro entre el Presidente de Chile, Augusto Pinochet, y el Presidente de Bolivia, Hugo Banzer, el 8 de febrero de 1975, cuando firmaron una Declaración Conjunta (Acta de Charaña), en que, entre otras cosas, se restablecieron las relaciones diplomáticas entre los dos países (rotas desde abril de 1962 a raíz del diferendo sobre el uso por parte de Chile del caudal del río Lauca) y se resolvió restablecer el diálogo chileno-boliviano para solucionar el problema de la mediterraneidad de Bolivia.

## Geografía
En las cercanías del poblado se encuentran los ríos Mauri y Uchusuma.

## Demografía
De acuerdo con el censo boliviano de 2024, la población del municipio de Charaña es de 4 124 habitantes.
La población del municipio aumentó en más de tres cuartas partes entre 1992 y 2024:
| Año  | Habitantes (municipio) | Fuente                  |
| ---- | ---------------------- | ----------------------- |
| 1992 | 2 473                  | Censo boliviano de 1992 |
| 2001 | 2 766                  | Censo boliviano de 2001 |
| 2012 | 3 246                  | Censo boliviano de 2012 |
| 2024 | 4 124                  | Censo boliviano de 2024 |

## Política

### Alcaldes de Charaña
| Alcaldes de Charaña      | Situación               | Periodo como Alcalde o Alcaldesa        | Partido Político |
| ------------------------ | ----------------------- | --------------------------------------- | ---------------- |
| Vladimir Montes Tancara  | Electo Democráticamente | 31 de mayo de 2010 - 31 de mayo de 2015 | MAS-IPSP         |
| Martín Villalobos Mamani | Electo Democráticamente | 31 de mayo de 2015 - 3 de mayo de 2021  | MPS              |
| Orlando López Poma       | Electo Democráticamente | 3 de mayo de 2021 - Actualidad          | ASP              |

### Concejo Municipal de Charaña

#### Concejo Municipal 2021-2026
En las Elecciones subnacionales de Bolivia de 2021 son los datos del concejo en pleno del municipio de Charaña de gestión (2021 -2026).
| Concejales de Charaña             | Partido Político                    |
| --------------------------------- | ----------------------------------- |
| Silverio Machicado Apaza          | Aliaza Social Patriótica (ASP)      |
| Felicidad Choque Marino           | Alianza Social Patriótica (ASP)     |
| Cinthia Fidelia Montevilla Mamani | Movimiento al Socialismo (MAS-IPSP) |
| Necodimo Mamani Caballero         | Alianza social patriótica (ASP)     |
| Nancy Condori Flores              | Venceremos (V)                      |